# Ziua Internațională a Francofoniei
Ziua Internațională a Francofoniei este sărbătorită anual pe data de 20 martie.
Anual, la 20 martie, 75 de țări membre ale Organizației Internaționale a Francofoniei (OIF) celebrează Ziua Internațională a Francofoniei prin diverse manifestări culturale, acest eveniment apărând în anul 1998. 
În martie, în preajma acestei sărbători, Organizația Internațională a Francofoniei organizează „Săptămâna limbii franceze și a francofoniei”.

## Vezi și
- Ziua Internațională a Fericirii
- Organizația Internațională a Francofoniei